# 90000 (رقم هاتف الطوارئ)
90000 أو 90.000 هو رقم هاتف خدمة طوارئ مُقَّدم من قِبَل شركة إنذار أس أو أس [الإنجليزية] السويدية، التي تأسست عام 1953، وكانَ الرقم يعمل في السويد منذ تلك السنة باستمرار ولغايّة 1 يوليو 1996 فإنهُ تَمَّ إيقاف الرقم.

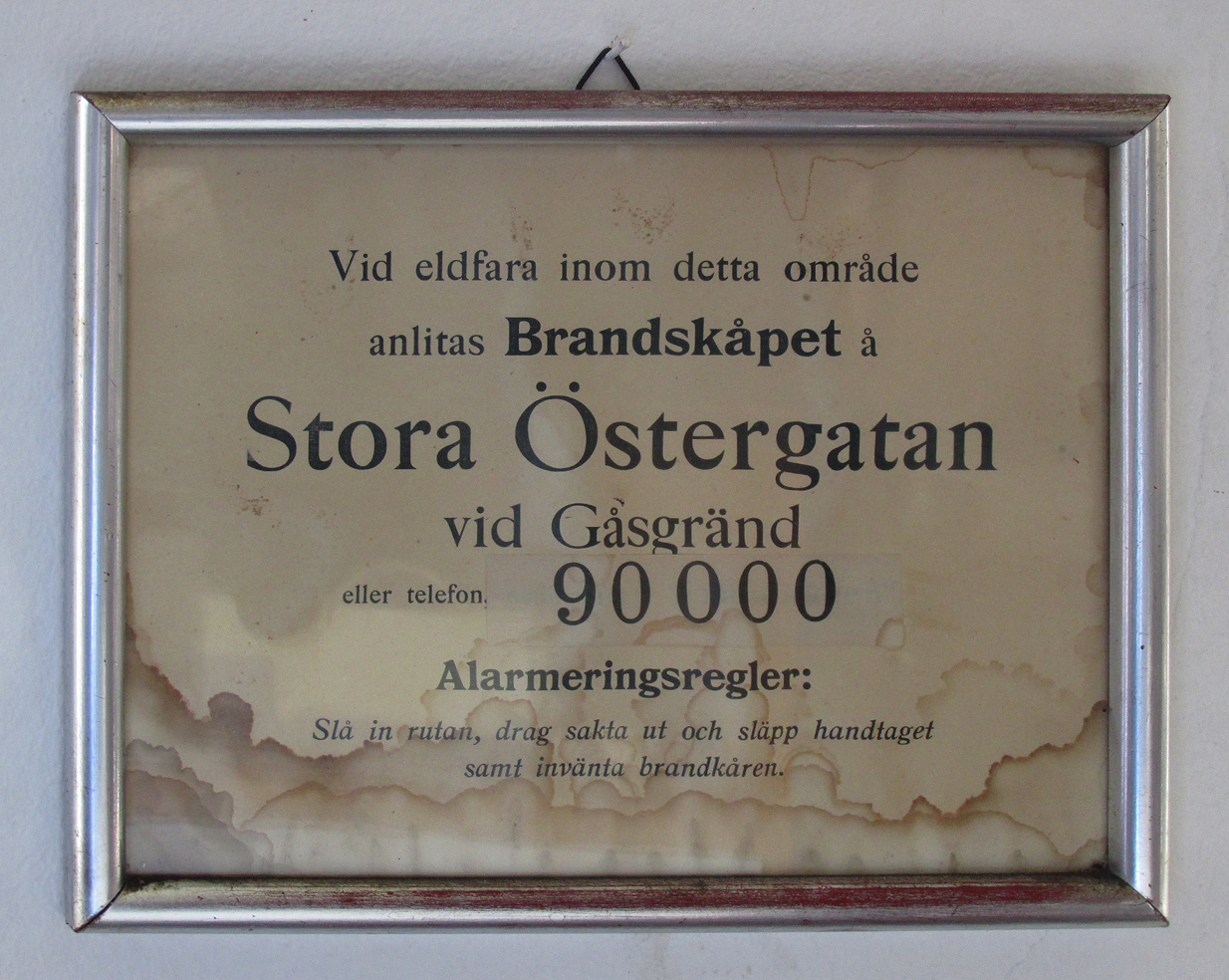
علامة قديمة بها تعليمات اتصال بهذا الرقم للتنبيه بشأن حريق في يستاد، السويد

## تاريخ
كان هذا الرقم يعمل رَسميًا مُنذ أن تأسست الشركة كُليًا، ولكن كان سبب إيقاف هذا الرقم هو أنَّ الرقم الجديد 112 قد حَلَّ مَحل هذا الرقم وقد كان الجديد هو الأكثر شيوعًا واستخدامًا في أوروبا.

## اختيار الرقم
وفقًا للشَركة فإنَّ أحد أسباب اختيار الرقم 90000 هو «أنهُ كان من السهل نسبيًا الاتصال يدويًا بدون لوحة أرقام عاملة باستخدام كيفية عمل نظام الاتصال بالرقم».